# Cosmic Love
Cosmic Love è un singolo del gruppo musicale britannico Florence and the Machine, il sesto e ultimo estratto dall'album in studio di debutto Lungs e pubblicato il 5 luglio 2010.

## Descrizione
Il singolo, scritto dalla stessa Florence Welch e dalla pianista Isabella Summers, raggiunse la posizione 51 in Regno Unito e la Top 5 in Irlanda, Belgio e in Polonia. Ebbe un notevole plauso dalla critica che lo connotò come il miglior brano dell'album, insieme a Blinding.
La traccia è stata usata anche in una scena della soap opera Coronation Street.

## Video
Il video musicale che accompagna la canzone, che vede come unica protagonista la leader della band, è stato girato nell'aprile 2010 e successivamente pubblicato sul sito ufficiale L'11 maggio 2010.

## Tracce
Singolo in vinile (Regno Unito)
1. Cosmic Love – 4:20
2. Cosmic Love (Isa Machine, Russ Fawcus and Lexxx Remix) – 3:54

Download digitale
1. Cosmic Love – 4:20
2. Cosmic Love (Short Club Remix) – 7:26
3. Cosmic Love (Isa Machine, Russ Fawcus and Lexxx Remix) – 3:54